# Ziekenzalving

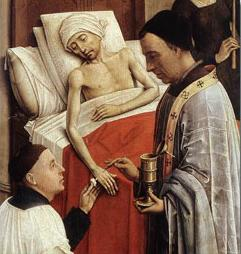
Het Heilig Oliesel uit de Zeven Sacramenten van Rogier van der Weyden

Ziekenzalving of laatste oliesel  is een religieus ritueel dat wordt toegediend aan zieken en stervenden. In de katholieke kerken is het een sacrament. Ook binnen het protestantisme is ziekenzalving een gekend gebruik, het is daar echter geen sacrament.

## Ziekenzalving in het Nieuwe Testament
Voor de oorsprong van de ziekenzalving in het christendom verwijst men veelal naar de Bijbeltekst Jakobus 5:13-16:
13. Is iemand onder u in lijden? Laat hij bidden. Heeft iemand goede moed? Laat hij lofzingen. 14. Is iemand onder u ziek? Laat hij dan de ouderlingen van de gemeente bij zich roepen en laten die voor hem bidden en hem met olie zalven in de Naam van de Heere. 15. En het gelovige gebed zal de zieke behouden en de Heere zal hem weer oprichten. En als hij zonden gedaan heeft, zal hem dat vergeven worden. 16. Belijd elkaar de overtredingen en bid voor elkaar, opdat u gezond wordt. Een krachtig gebed van een rechtvaardige brengt veel tot stand. (Herziene Statenvertaling)
Het thema van dit bijbelgedeelte is echter niet de zalving, maar het gebed. De zalving wordt wel genoemd, maar in een bijzin. Volgens de christelijke gereformeerde predikant Hein Korving dienen we bij de uitleg van Jacobus 5 te bedenken dat de brief van Jacobus het oudste document van het Nieuwe Testament is (40-50 na Chr). De Joodse christenen aan wie Jacobus schrijft stonden nog heel dicht bij de gewoonten van de synagoge. En het was in Joodse kring niet ongebruikelijk om leiders van de gemeenschap te roepen bij ziekte. Nu deze Joodse christenen, omdat ze christen zijn geworden, geen beroep meer konden doen op de oudsten van de synagoge roepen ze de ouderlingen van de gemeente bij zich om hen bij te staan. Deze bijstand neemt de vorm aan van gebed en dan speciaal de voorbede voor de zieke.
Volgens Hein Korving worden er in het Nieuwe Testament twee werkwoorden gebruikt die met zalven vertaald kunnen worden. Het werkwoord chriein (daarvan is de naam Christus afgeleid) en het werkwoord aleiphein. In het Nieuwe Testament wordt aleiphein altijd gebruikt voor letterlijke zalving van het lichaam en nooit voor zalving in overdrachtelijke of symbolische zin. Jacobus gebruikt in bovenstaand gedeelte het werkwoord aleiphein. Dit duidt er volgens Korving op dat uit Jacobus 5 niet is af te leiden dat zalving een symbolische betekenis heeft en bedoeld zou zijn als teken van de (belofte) van genezing.
Een andere visie wordt verdedigd door de gereformeerd vrijgemaakte nieuwtestamenticus Rob van Houwelingen, hij stelt dat de ziekenzalving zoals beschreven door Jakobus bestemd was voor ongeneeslijk zieke patiënten, misschien op hun sterfbed, maar niet voor allerlei ziekte en kwaal. Hij stelt daarbij dat de gave van genezing uniek was, verbonden aan het apostolaat uit de begintijd en volgens de kerkvaders daarna langzaam is uitgedoofd.

## Ziekenzalving binnen de Rooms-Katholieke Kerk
Ziekenzalving is een van de zeven katholieke sacramenten. Het sacrament is bedoeld voor hen die in gevaar van sterven verkeren. De priester brengt de Heilige olie aan op het voorhoofd en op de handen met de woorden:
Moge onze Heer Jezus Christus door deze heilige zalving en door Zijn liefdevolle barmhartigheid u bijstaan met de genade van Zijn Heilige Geest. Moge Hij u van zonden bevrijden, u heil brengen en verlichting geven.
In 1972 heeft het Sacram Unctione Infirmorum deze vorm van de ritus bekrachtigd. De ziekenzalving vormt samen met de (laatste) biecht en de (laatste) communie de laatste sacramenten, ook wel sacramenten der stervenden of sacramenten der zieken genoemd. Informeel wordt wel gesproken van bediening met de laatste sacramenten. Volgens de Katholieke Kerk is het sacrament echter niet alleen bedoeld voor degenen die op het punt staan te sterven, maar voor iedereen die in stervensgevaar verkeert, door ouderdom of ernstige ziekte.

## Ziekenzalving binnen het protestantisme
Omdat men binnen het protestantisme slechts twee sacramenten kent, is de ziekenzalving geen sacrament, maar wel een betekenisvol handelen van de kerk. In het dienstboek van de PKN zijn voorbeelden van een orde van dienst bij een ziekenzalving opgenomen. De focus van de ziekenzalving ligt niet op het weer bereiken van gezondheid en de zalving is zeker geen alternatief voor medische behandeling. Volgens geestelijk verzorger Margriet van der Kooi gaat ziekenzalving over het oefenen van de verborgen omgang met God in tijden van ziekte en niet om God te dwingen om de zieke te genezen. Omdat ziekenzalving wordt gezien als een ritueel of symbool van de kerk zal er veelal een ouderling aanwezig zijn bij de bediening van de zalving.
Een mogelijke tekst bij de zalving:
NN.…, ik zalf u met olie
als een beeld van de genezing,
die we verwachten van onze God en Vader,
die gezegd heeft: Ik ben uw geneesheer;
ik zalf u met olie in de naam van Jezus Christus,
in wiens kruis en opstanding ons heil ligt,
die alle macht heeft in hemel en op aarde;
ik zalf u met olie in de naam van de Heilige Geest,
die ons herschept tot een nieuw leven;
moge de drie-enige God
u heel maken naar lichaam, ziel en geest,
u licht en vrede geven,
en u bewaren bij het eeuwig leven. Amen